# Kayak-polo aux Jeux mondiaux
Depuis 2005, le Kayak-polo est un sport officiel aux Jeux mondiaux.

## Récapitulatif des vainqueurs
| Année | Lieu       | Vainqueur Hommes | Vainqueur Femmes |
| ----- | ---------- | ---------------- | ---------------- |
| 2005  | Duisbourg  | Pays-Bas         | Allemagne        |
| 2009  | Kaohsiung  | France           | Grande-Bretagne  |
| 2013  | Cali       | Allemagne        | Allemagne        |
| 2017  | Wrocław    | Allemagne        | Allemagne        |
| 2022  | Birmingham | Allemagne        | France           |

## Table des médailles

### Table des médailles «Hommes»
| Rang | Pays            | Médaille d'or | Médaille d'argent | Médaille de bronze | Médailles |
| ---- | --------------- | ------------- | ----------------- | ------------------ | --------- |
| 1    | Allemagne       | 3             | 1                 | 0                  | 4         |
| 2    | France          | 1             | 2                 | 0                  | 3         |
| 3    | Pays-Bas        | 1             | 1                 | 0                  | 2         |
| 4    | Italie          | 0             | 1                 | 1                  | 2         |
| 5    | Espagne         | 0             | 0                 | 2                  | 2         |
| 6    | Grande-Bretagne | 0             | 0                 | 1                  | 1         |
| 7    | Australie       | 0             | 0                 | 1                  | 1         |

### Table des médailles «Femmes»
| Rang | Pays             | Médaille d'or | Médaille d'argent | Médaille de bronze | Médailles |
| ---- | ---------------- | ------------- | ----------------- | ------------------ | --------- |
| 1    | Allemagne        | 3             | 2                 | 0                  | 5         |
| 2    | Grande-Bretagne  | 1             | 2                 | 0                  | 3         |
| 3    | France           | 1             | 1                 | 2                  | 4         |
| 4    | Japon            | 0             | 0                 | 1                  | 1         |
| 5    | Nouvelle-Zélande | 0             | 0                 | 1                  | 1         |
| 6    | Italie           | 0             | 0                 | 1                  | 1         |